# Fofo de Belas
Os Fofos de Belas, inicialmente conhecidos como Fartos de Creme, são um doce da gastronomia portuguesa. Apresentam uma textura semelhante ao pão de ló, sendo recheados com creme e polvilhados com açúcar. 
Os Fofos de Belas são típicos de Sintra. Foram popularizados por clientes da zona de Lisboa, que compravam este doce durante os seus tradicionais passeios de domingo à região. 

## Receita
Os Fofos de Belas são tipicamente feitos com ovos, açúcar, farinha, limão, leite de coco, manteiga e amido de milho. Começa-se por bater gemas de ovos com açúcar e raspas de limão e à parte bater as claras. Depois adiciona-se o resto dos ingredientes da massa e mistura-se com delicadeza às claras que foram previamente batidas em castelo e quando estiver pronto dispor em formas e levar ao forno. Em seguida trata-se do recheio onde se mistura o leite com amido de milho, açúcar e limão e de seguida mete-se ao lume até engrossar e de seguida adicionam-se as  gemas de ovos. Por fim, trata-se de montar os bolos onde se vão cortar os mesmos ao meio e colocar o recheio.

## Descrição
Bolos de forma cilíndrica, com aproximadamente 6cm de diâmetro, recheados com creme e polvilhados com açúcar em pó, preparados com uma massa leve de farinha, ovos e açúcar.
São vendidos na Casa dos Fofo de Belas em caixas que contêm 6 ou 12 bolos. Vendem-se também à unidade.

## Casa dos Fofos de Belas
Este doce é hoje confecionado na Fábrica dos Fofos de Belas, gerida atualmente por Liberdade Fonseca. A autora da receita, que permanece há quatro gerações foi a mãe de Liberdade Fonseca. A casa dos Fofos de Belas situa-se em Sintra e produz estes bolos desde 1850.

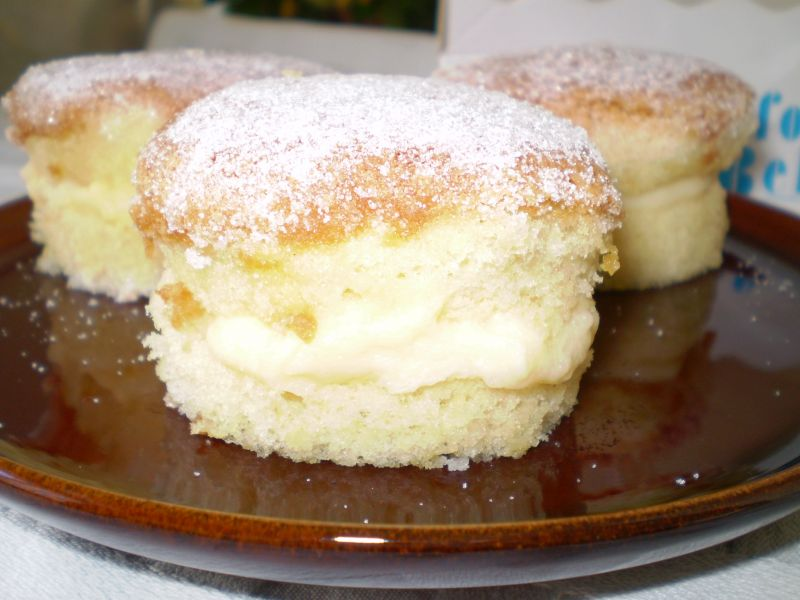
Fofos de Belas